# Capilla de Nuestra Señora de las Nieves de Granderroble
La Capilla de Nuestra Señora de las Nieves es el nombre de un santuario del siglo XV en honor a la Virgen de las Nieves en el barrio de Granderroble, en la parroquia de Quintueles (Asturias - España). Se encuentra en la ladera de un monte rodeado de bosque y prados y desde donde se puede disfrutar un idílico paisaje, hasta la sierra del Sueve.

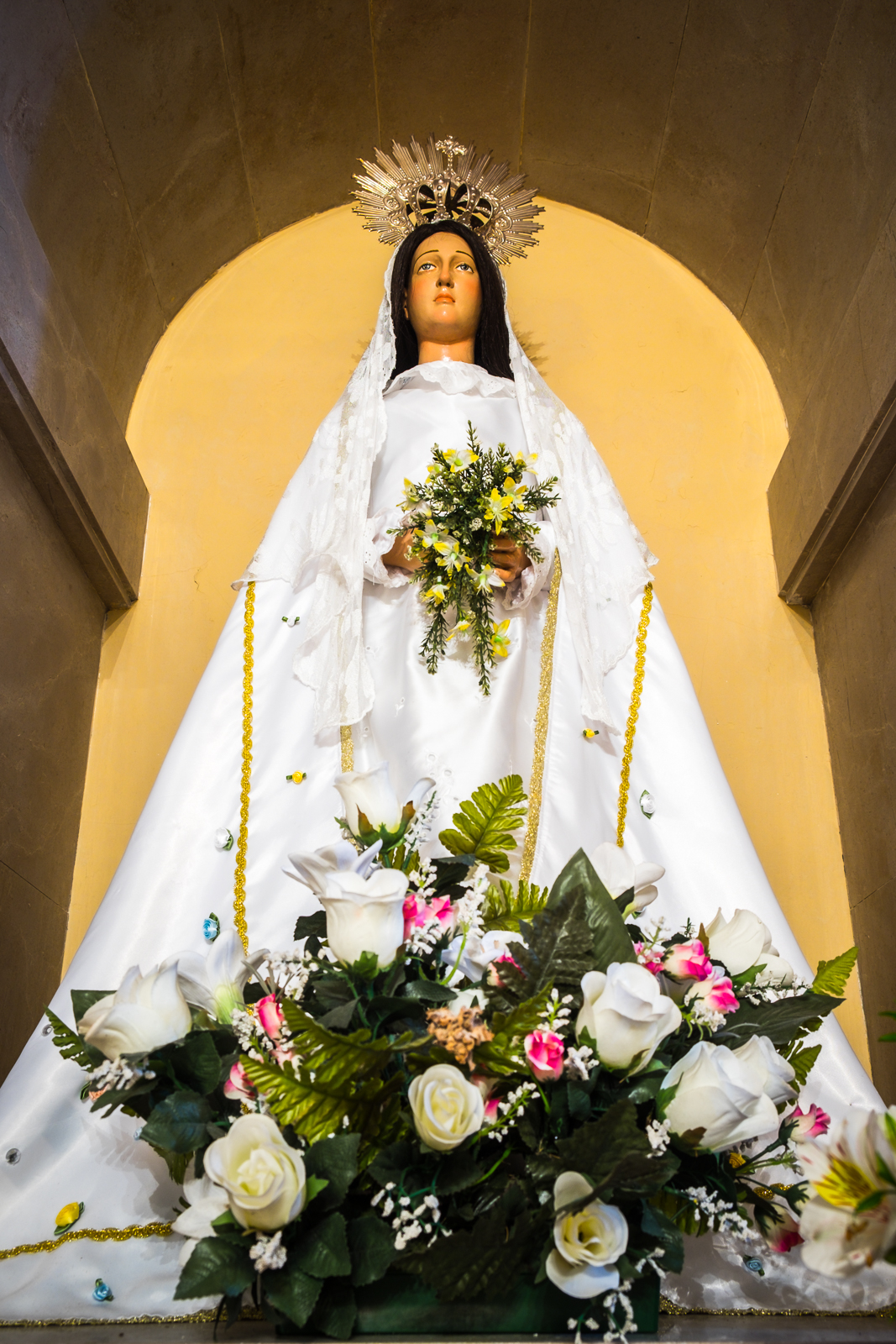
Virgen de las Nieves de Granderroble

## Celebraciones
Las fiestas en honor a la Virgen de las Nieves tienen lugar en Granderroble el 5 de agosto. Ese día cientos de romeros se acercan al santuario a mostrar su devoción a la Virgen de las Nieves. Se celebra una misa de campaña en el altar fuera de la ermita, en el que los asistentes siguen en procesión a la imagen de la Virgen. La celebración finaliza con bailes regionales y una comida campestre en los prados de los alrededores. Durante los días anteriores, tiene lugar en la capilla una novena y diversas misas.

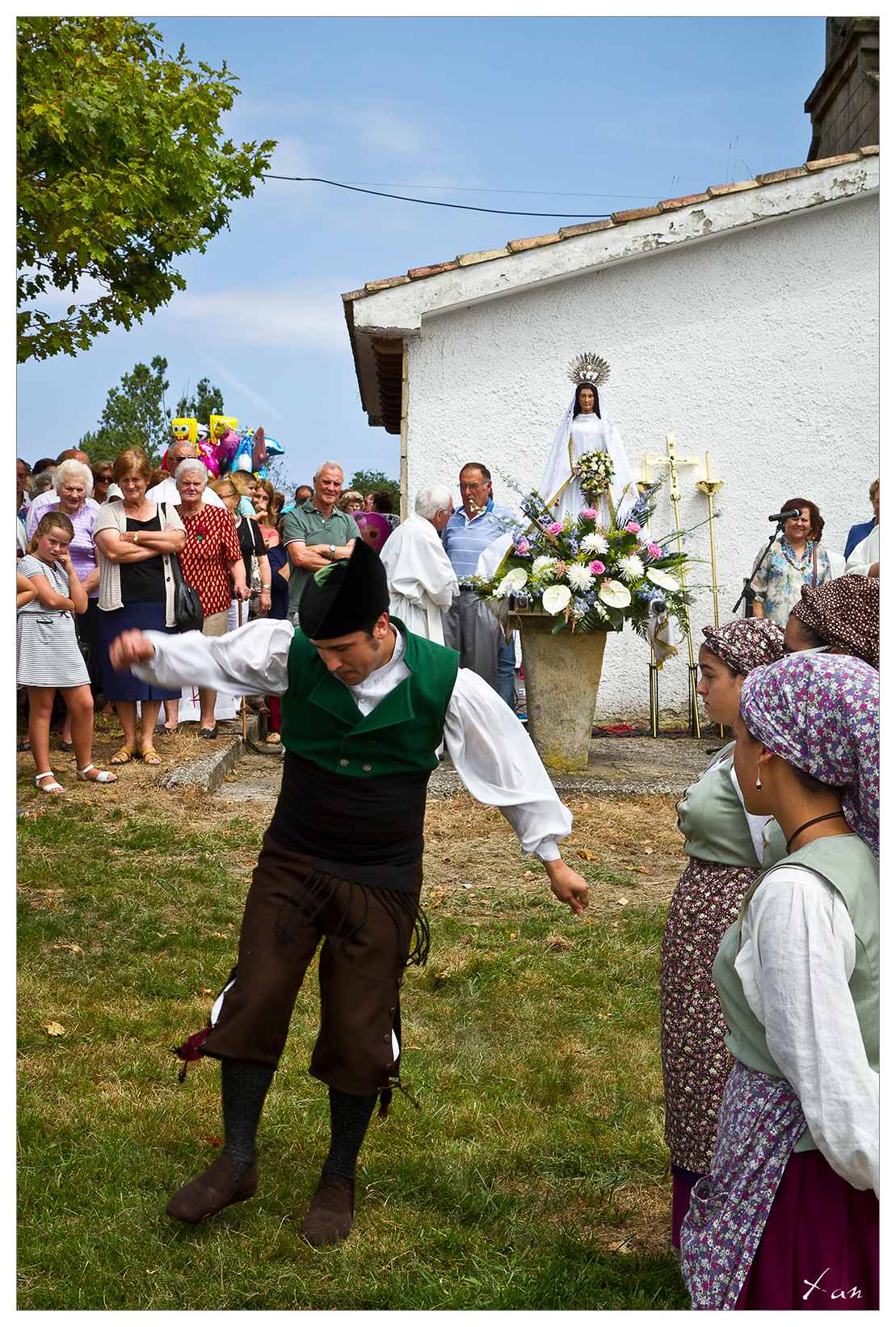
Bailes durante la misa de campaña